# ボーシャン氏のバレエのメロディーに付した詩
『ボーシャン氏のバレエのメロディーに付した詩』（仏語原題：  Vers sur un air de ballet de M.de Beauchamp  ）は、モリエールによる詩。制作年不明。

## 内容[1]
| まばゆいばかりの優雅さであなたの美貌は輝く。                 |
| 薔薇か百合かと見まがうフィリスたちも、                       |
| 美しいあなたの前では色を失う。                               |
| 頭がよくて、人当たりもよい。                                 |
| 立ち姿は息をのむ美しさ。                                     |
| すべてがあなたのもの。                                       |
| マルキーズ、だから、私がお仕えするのを見ても驚かないで。     |
| あなたほどの魅力のない女性にお仕えするものもあるのですから。 |

## 成立過程
題名にある『ボーシャン氏( Monsieur de Beauchamp )』とは、ピエール・ボーシャンのことである。ボーシャンは舞踊家、振付師、作曲家をこなすなど、多才な芸術家であった。モリエールは彼とともに『はた迷惑な人たち』、『強制結婚』、『町人貴族』、『豪勢な恋人たち』、『プシシェ』、『病は気から』の6作品を制作している。
この詩は1668年に刊行された詞華集に収録されていることのみがわかっているが、制作年月日、ならびにどのようなメロディーに乗せて歌われたのかはわからない。この詩に登場する「マルキーズ」とはモリエール劇団の看板女優であったマルキーズ・デュ・パルクのことであろう。